# From the Sky Down
From the Sky Down é um filme-documentário dirigido por Davis Guggenheim, sobre a banda de rock irlandesa U2, e a produção de seu álbum, Achtung Baby, lançado em 1991. O filme documenta o período de gravação difícil do álbum, as relações dos membros da banda, e o processo criativo do grupo. Guggenheim, que foi encomendado pelo U2 para criar o filme na comemoração do 20º aniversário do álbum, passou vários meses em desenvolvimento do documentário, em 2011. A banda foi filmada durante a visita no Hansa Studios, em Berlim, onde o último álbum foi gravado em parte, e durante os ensaios em Winnipeg, para o Festival de Glastonbury 2011. O filme contém cenas inéditas de imagens do grupo em 1988, durante o estágio de Rattle and Hum (1988), junto com imagens arquivadas e fotos de sessões de gravações de Achtung Baby. Uma seqüência do filme reconta a improvisação do álbum da canção emblemática "One", através da repetição das velhas fitas de gravação.
O filme estreou no Festival Internacional de Cinema de Toronto de 2011, em 8 de setembro de 2011, a primeira vez na história do festival que um documentário foi exibido como filme de abertura. A partir de outubro, uma série de transmissões de televisões começaram, incluindo a BBC Television, Showtime, Super Channel. O filme foi empacotado com as edições deluxe do 20º aniversário de Achtung Baby, e mais tarde foi lançado como cópias autônomas em Blu-ray e DVD, em 12 de setembro de 2011. Os comentários dos críticos foram mistas; muitos encontraram a visão sobre o processo criativo e informativo da banda, enqüanto outros consideraram que o filme não deu oportunidade suficiente em cobrir o álbum.

## Antecedentes
Após o sucesso comercial e de crítica do álbum The Joshua Tree (1987), o U2 produziu um filme e um álbum intitulado Rattle and Hum (1988), sendo sujeito a uma reação crítica. A exploração da banda na música americana para este projeto, foi diversas vezes, rotulada como "pretensiosa", "equivocada e bombástica". A exposição do grupo e de sua grande reputação de ser excessivamente séria, levou a acusações grandiosas e justiça própria. Além das críticas que enfrataram, a banda estava tratando uma insatisfação criativa interna; o vocalista Bono acreditavam que eles eram musicalmente despreparados para o sucesso, enqüanto o baterista Larry Mullen Jr. disse: "Nós éramos os maiores, mas não os melhores". No fim da turnê Lovetown Tour em 1989, Bono anunciou em palco que era "o fim de alguma coisa para a banda", e que "temos de ir embora e... sonhar tudo de novo".
Desejando se reiventar e buscar inspiração no que diz respeito à reunificação alemã, o grupo gravou no Hansa Studios, em Berlim, em outubro de 1990, com os produtores Daniel Lanois e Brian Eno, para gravar Achtung Baby (1991). As sessões, no entanto, foram cheio de conflitos, como a banda argumentou sobre a sua direção musical e na própria qüalidade de seu material. Semanas de tensão e um lento progresso qüase levou o fim do U2, como o grupo considerou uma possível ruptura, porém, eles fizeram um grande avanço com a redação improvisada da canção "One". Com o moral melhorado, a banda completou o álbum em Dublin, em 1991. Em novembro, Achtung Baby foi lançado e aclamado pela crítica. Sonoramente, incorporou influências de rock alternativo, música eletrônica e a música industrial da época. Tematicamente, foi um disco mais introspectivo e pessoal, mas era mais obscura, mas às vezes, mais irreverente do que o álbum anterior da banda. O álbum e a subseqüente turnê Zoo TV Tour, foi o grande centro das atenções da reinvenção em 1990, substituindo sua imagem pública séria, por uma mais leve e auto-depreciativa. Achtung Baby tem sido um dos álbuns mais bem sucedidos comercialmente do grupo, vendendo 18 milhões de cópias.

## Produção

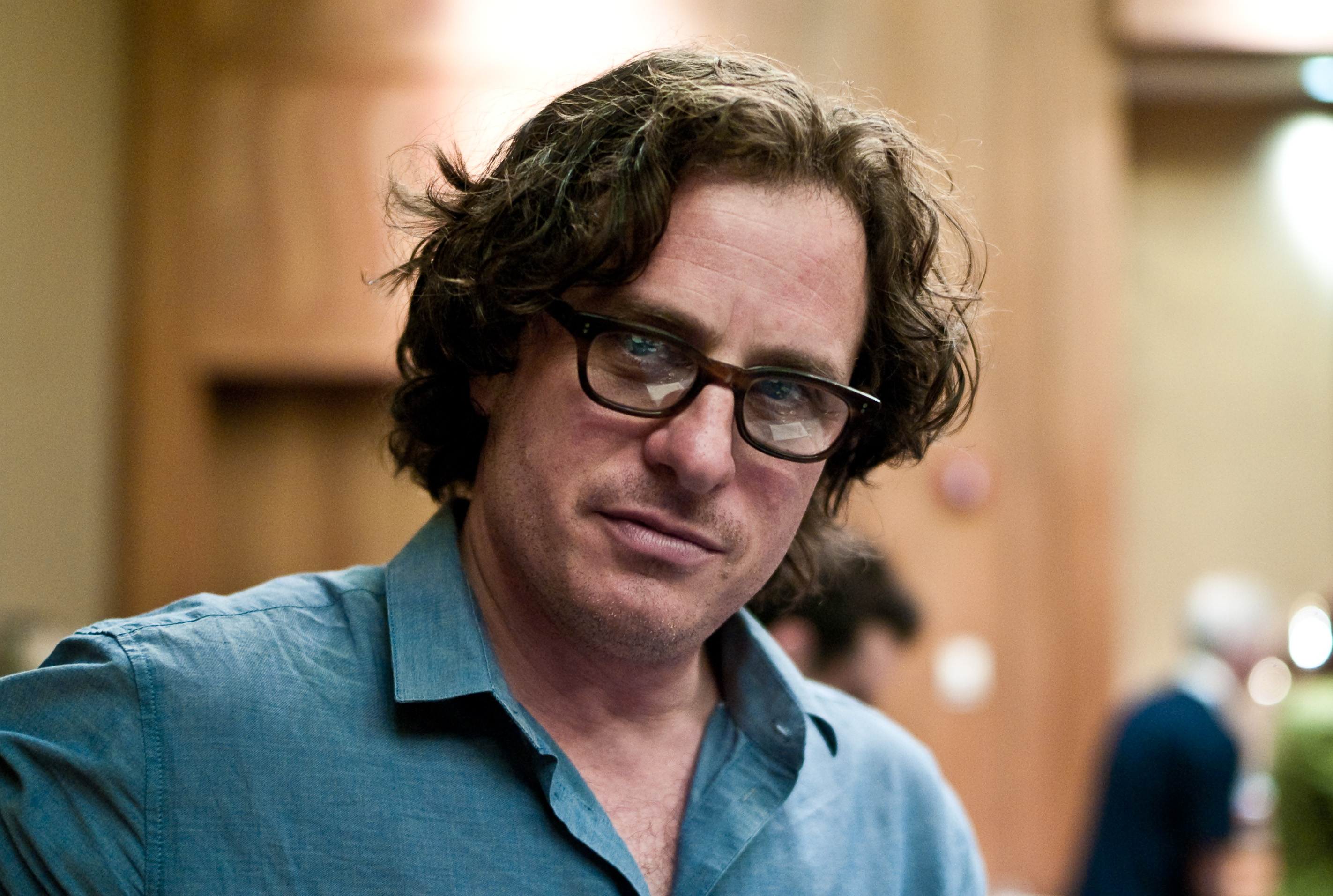
O director Davis Guggenheim foi permitido a ter acesso dos arquivos da banda para o filme, e apesar das reservas do grupo, lhe foi dado a palavra final sobre o conteúdo do filme.

Para comemorar o lançamento de 20º aniversário de Achtung Baby, a banda reeditou o registro em vários formatos, em outubro de 2011. Aproximando-se da data de aniversário, a banda não tinha certeza quanto a atenção para pagar a um álbum passado, enqüanto gravavam. O guitarrista The Edge disse: "Como fazemos um grande acordo de um aniversário, quando estamos no meio daquilo que estamos fazendo agora? Tivemos um momento difícil para descobrir isso. Nós não somos um patrimônio. Nós ainda estamos muito ativos. Mas este álbum era tão fundamental que nós sentimos que existia um 'OK' para revisitá-la". O diretor David Guggenheim foi posteriormente encomendado pela banda para fazer um filme sobre Achtung Baby, durante 6 meses. Como um fã do U2 desde a sua juventude e, tendo anteriormente colaborado com The Edge para o documentário It Might Get Loud (2008), Guggenheim agradeceu. Seu objetivo para o filme era explicar como o U2 conseguiu permanecer junto por muito tempo, enqüanto outros grupos de rock se separavam por conflitos internos; ele descreveu a longevidade da banda como uma "batalha contra essa lei da física". Guggenheim também procurou contar a história de como a banda transformou-se musicalmente, ao longo das sessões de gravações de Achtung Baby.
Enqüanto o U2 estava na etapa sul-americana da turnê U2 360° Tour, em março e abril de 2011, Guggenheim solicitou ao acesso completo dos arquivos da banda. Para sua surpresa, eles obedeceram-o. Ao pesquisar imagens em seus arquivos na cidade de Dublin, o diretor ficou impressionado com o vídeo de Rattle and Hum que ele encontrou: "Você cai de joelhos olhando para essas coisas. É tão raro e bonito". Algumas das imagens, incluiu cenas de Bono jogando birra, em um quarto de vestidos, e a banda tocando em um clube de blues. Guggenheim realizou o "único som", entrevistado com os membros da banda que compõem a maior parte do filme, enqüanto eles estavam na cidade de Santiago, capital do Chile. Depois de cumprir suas obrigações da turnê na América do Sul, a banda conheceu Guggenheim em Berlim por dois dias em maio, "para voltar à cena do crime". Eles foram filmados no Hansa Studios, executando canções do álbum e conversando com Guggenheim em longas entrevistas individuais. Além disso, a banda foi filmada na turnê em Berlim, dirigindo um Trabant, um automóvel que apareceu na capa do álbum Achtung Baby, e foi usado no sistema de iluminação da turnê Zoo TV Tour.
A banda esperava um tratamento menos pessoal para o filme e, às vezes, eram desconfortáveis com a medida em que Guggenheim sondava suas histórias. The Edge resumiu os pensamentos da banda: "Nós nos sentimos desconfortáveis com Davis, mas está tudo lá no álbum. Ele só fez um pouco de investigação". Respondendo às preocupações da banda, Guggenheim disse: "Eu conto a história que está na minha frente, defeitos e tudo. Nos negócios do rock n' roll, é sobre a adição de camadas. Meus processos de camadas de faixas a distância. Estrelas do rock são mais confortáveis criando uma aura e mística". Apesar do desconforto da banda, eles permitiram que Guggenheim tivesse o controle criativo sobre o filme. Ele disse: "Eles disseram que, desde o início, a banda queria que eu fizesse o filme do meu jeito, me deixarando fazer o filme que eu queria fazer. Foi muito surpreendente. Acho que parte do que é a confiança, que ganhei fazendo It Might Get Loud, me deixou ter carta branca". Bono disse que estava menos envolvido, e a banda já tinha estado em um projeto. Filmagens adicionais ocorreram em 27 de maio, no Burton Cummings Theatre, em Winnipeg, durante os ensaios da banda para o Festival de Glastonbury 2011. Um corte brusco do filme foi mostrado ao grupo em julho, com muita satisfação. De acordo com o Guggenheim, "Eles estavam sobre a lua. Eles adoraram". A banda não exigiu quaisquer alterações ao filme, mas fez um pedido que fosse encurtado a duração de tempo, em que Guggenheim concordou em fazer.

## Lançamento
From the Sky Down estreou no Festival Internacional de Cinema de Toronto de 2011 (TIFF) em 8 de setembro de 2011. É a primeira vez na história do festival que um documentário foi mostrado como o filme de abertura. Bono, The Edge e Guggenheim, assistiram à estréia e apareceram no palco antes de mostrar o filme, a fazer breves observações. O primeiro programa de televisão que transmitiu From the Sky Down, foi realizada no Reino Unido no BBC Television, em 9 de outubro de 2011 como parte da série de TV, Imagine, enqüanto a primeira transmissão americana foi em 29 de outubro de 2011, em rede de televisão Showtime. Dois dias depois, o filme foi lançado comercialmente em DVD nas edições de "Über Deluxe" e "Super Deluxe", na reedição do 20º aniversário de Achtung Baby. Os direitos de distribuição para o filme no Canadá foram adquiridos pela BBC Worldwide Canadá, que licenciou para a transmissão no "Super Canal" em 19 de novembro de 2011. As cópias independentes de From the Sky Down foram lançados em Blu-ray e DVD, em 12 de dezembro de 2011, que contém material bônus da banda tocando no Hansa Studios, e uma sessão de perguntas e respostas com Bono, The Edge e Guggenheim no TIFF.